# Chamaia convexa
Genre
Espèce
Chamaia convexa, unique représentant du genre Chamaia, est une espèce d'opilions laniatores de la famille des Zalmoxidae.

## Distribution
Cette espèce est endémique de l'État de Mérida au Venezuela. Elle se rencontre vers Libertador, Andrés Bello et Sucre.

## Description
Le mâle holotype mesure 2,27 mm et la femelle paratype 2,65 mm.

## Publication originale
- González-Sponga, 1987 : « Aracnidos de Venezuela. Opiliones Laniatores I. Familias Phalangodidae y Agoristenidae. » Boletin de la Academia de Ciencias Fisicas, Matematicas y Naturales, vol. 23, p. 1–562 (texte intégral).